# کاملیو د للیس
کاملیو د للیس (انگلیسی: Camillo De Lellis؛ زادهٔ ۱۱ ژوئن ۱۹۷۶) دانشمند در زمینه ریاضیات اهل ایتالیا است.